# Far Gate
Far Gate là tựa game chiến lược thời gian thực được phát hành cho Microsoft Windows và do Super X Studios (tiền thân là Thrushwave Technology) phát triển và Microïds phát hành vào năm 2001. Lối chơi theo dạng chiến lược thời gian thực dựa trên không gian 3D và cho phép người chơi chọn bất kỳ phe phái nào trong ba phe khác nhau sử dụng các đơn vị quân và công trình khác nhau. Đây là một trong những tựa game đầu tiên cung cấp chiến lược thời gian thực hoàn toàn dựa trên không gian 3D. Với tiêu đề The Rift, phiên bản đầu tiên của Far Gate là người thắng giải Audience Choice tại Independent Games Festival năm 2000. Mặc dù được hoan nghênh ban đầu, thế nhưng bản phát hành bán lẻ cuối cùng của nó đã gặp phải vấn đề đáng tiếc về thời gian và nhận được nhiều ý kiến phê bình.

## Cốt truyện
Far Gate diễn ra vào năm 2104, nơi Trái Đất đã bị tàn phá chỉ còn lại đống tàn tích thời hậu tận thế sau Thế chiến III tàn khốc. Người chơi vào vai Jacob Viscero, một kẻ buôn bán chợ đen "Han Solo-esque", bị tống tiền để hỗ trợ thuộc địa hóa hệ sao Proxima Centauri.  Quá trình thuộc địa hóa rất phức tạp bởi các đồng minh không đáng tin cậy và bởi các cuộc tấn công từ Nue-Guyen, một chủng tộc ngoài hành tinh giống mực có nguồn gốc từ chân không vũ trụ có thể di chuyển từ hệ sao này đến hệ sao nọ thông qua các lỗ sâu.
Các trận chiến chống lại Nue-Guyen diễn ra trên một loạt các hệ hành tinh, cho đến khi được tiết lộ rằng Nue-Guyen đã nhầm phe của người chơi với chủng tộc Entrodii kết tinh. Người chơi hiện đang liên minh với Nue-Guyen để chiến đấu với Entrodii, đỉnh điểm là một cuộc tấn công vào pháo đài Entrodii tại Cygnus X-1. Một đoạn kết cho thấy Nue-Guyen hỗ trợ quá trình thuộc địa hóa Proxima Centauri.

## Lối chơi
Chiến dịch chơi đơn của game diễn ra trong 17 nhiệm vụ và theo dõi các cuộc đấu tranh của Jacob Viscero chống lại Nue-Guyen và Entrodii. Nó sử dụng định dạng chiến lược thời gian thực với người chơi tạo ra các đơn vị quân và công trình kiến trúc, sau đó được sử dụng để đánh bại lực lượng của đối phương. Không giống như nhiều game chiến lược thời gian thực khác, Far Gate không sử dụng cây công nghệ để xác định đơn vị quân nào người chơi có thể xây dựng mà thay vào đó làm cho các đơn vị quân mới có sẵn dựa trên nhiệm vụ trong phần cốt truyện mà người chơi đã đạt được.
Trò chơi được đặt trong không gian ba chiều, mặc dù phần lớn hành động trong game tập trung vào mặt phẳng hai chiều. Ba phe (Terrans, Nue-Guyen và Entrodii) mỗi phe có những đơn vị quân và công trình kiến trúc riêng, từ đó có những điểm mạnh và điểm yếu riêng. Ngoài ra, mỗi phe phái tiếp cận việc chiến đấu khác nhau, với Nue-Guyen thực sự bơi trong không gian, và Entrodii tách ra và bẻ gãy thành các đơn vị chiến đấu rời rạc khi họ tham gia chiến đấu. Trong chiến dịch chơi đơn, người chơi chỉ có thể sử dụng các đơn vị Terran, mặc dù trong các trận đánh nhiều người chơi, người chơi có thể chọn chơi bất kỳ phe nào trong ba phe.
Đối thủ do máy tính điều khiển được điều khiển một phần bởi trí thông minh nhân tạo thô sơ, nhưng chủ yếu là bởi một loạt các lệnh và kích hoạt kịch bản. Một người chơi có kinh nghiệm trong bất kỳ nhiệm vụ nhất định có thể khai thác bản chất dự đoán của kịch bản nhiệm vụ để đạt được chiến thắng nhanh chóng. Ngược lại, những người chơi mới có thể bị thất vọng bởi những kẻ thù không chơi theo luật tương tự như những người chơi áp đặt lẫn nhau.
Câu chuyện của trò chơi được kể lại bằng các đoạn cắt cảnh được dựng trong game engine, được phủ lên bằng các cảnh quay nhân vật theo phong cách anime và giọng nói quá khổ. Một số đoạn cắt cảnh này chạy dài đến năm phút. Người chơi không thể bỏ qua các đoạn cắt cảnh và phải được xem đầy đủ trên mỗi lần chơi qua. Trò chơi cũng có thể được chơi ở chế độ nhiều người chơi tranh tài qua internet, hỗ trợ 2-4 người chơi, với những màn chơi được cung cấp bởi các dịch vụ GameSpy và Mplayer.  Trò chơi được vận chuyển với sáu bản đồ chơi nối mạng. Công cụ tạo màn chơi chiến dịch có trong Far Gate, cho phép người chơi tạo và viết kịch bản cho các nhiệm vụ và chiến dịch của riêng mình.

## Phát triển
Far Gate bắt đầu ra mắt vào năm 1999 với tựa đề The Rift, được phát triển bởi một nhóm bốn người tại Thrushwave Technology do James Thrush đứng đầu.  Nhóm bao gồm Dustin Wood (Trưởng nhóm thử nghiệm, Họa sĩ 3D), Jeff House (Họa sĩ 3D) và Chris Overstreet (Thiết kế âm nhạc và âm thanh). The Rift đáng chú ý với các chiến trường trên không gian rộng lớn, nơi các hệ mặt trời vẫn chuyển động khi các trận chiến diễn ra.
The Rift đã giành giải thưởng Audience Choice tại Independent Games Festival năm 2000.  Sau đó, nó được đổi tên thành Far Gate và được phát triển để phát hành bán lẻ đầy đủ với Microids được đính kèm dưới dạng nhà phát hành (Microids đã bị thu hút bởi dự án bởi thành công IGF của nó), và vào tháng 9 năm 2000, Thrushwave Technology đã đổi tên thành Super X Studios.  Vào lúc trò chơi hoàn tất, nhóm phát triển đã tăng lên quy mô 10 người, vẫn do James Thrush đứng đầu. Super X Studios đã phát triển một game engine mới dành cho Far Gate.  Sau khi Far Gate được phát hành, mã engine này đã được tinh chỉnh và đổi tên thành Super X Engine, và được Super X Studios sử dụng trong các tựa game khác.

## Phát hành
Phiên bản bán lẻ của Far Gate đã được lên kế hoạch phát hành cho PC vào ngày 11 tháng 9 năm 2001. Tuy nhiên, nó đã không đến được nhiều cửa hàng cho đến cuối tuần đó. Các nhà phát triển thừa nhận rằng thật không may là ngày phát hành trùng với các cuộc tấn công ngày 11 tháng 9.  Trong một thông cáo báo chí ngày 11 tháng 9, Super X Studio tuyên bố rằng với tư cách là nhà phát triển, họ "có cơ hội sử dụng phương tiện kể chuyện độc đáo của chúng tôi để thúc đẩy lý tưởng giáo dục, nhân loại và hợp tác toàn cầu, giống như phương tiện nghệ thuật, thơ ca, sách và phim ảnh đã được sử dụng bởi các cá nhân khôn ngoan và từ bi trong quá khứ."  Tại nước Mỹ, giá bán lẻ khuyến nghị của Far Gate được đặt ở mức 29,99 đô la. Bản demo có thể chơi miễn phí cũng được cung cấp để tải xuống từ trang web của nhà phát triển Super X Studios, có hai nhiệm vụ chơi đơn và chế độ demo tự chạy.

## Đón nhận
Các bản dựng đầu tiên của Far Gate đã gặp sự phấn khích và dự đoán chung. Một phiên bản tiền phát hành của Far Gate (về sau mang tên The Rift) đã giành giải thưởng Audience Choice tại Independent Games Festival năm 2000. Tuy nhiên, phiên bản phát hành cuối cùng của Far Gate nhận được nhiều ý kiến trái chiều của giới phê bình. Tính đến tháng 10 năm 2009, nó đã giữ số điểm 66% trên trang web tổng hợp kết quả đánh giá Metacritic, dựa trên chín bài đánh giá.
Brett Todd của GameSpot cảm thấy rằng "lối chơi mở rộng đã phát hiện ra rất nhiều thiếu sót trong [giao diện]" của nó và nó thể hiện "thiếu kỹ thuật đánh bóng" - thời gian tải là "cực kỳ dài" và "trò chơi thường xuyên gặp sự cố". Tuy nhiên, ngược lại, "câu chuyện được kể tốt", và Todd đã bị ấn tượng bởi "ba phe có thể chơi riêng biệt trong game bằng cách sử dụng các đơn vị quân và công trình kiến trúc hoàn toàn khác nhau".
Dan Adams của IGN cũng nghĩ rằng "phần điều khiển hơi ngờ nghệch" và AI "sơ sài", nhưng mặc dù cảm thấy rằng "giao diện [...] thực sự khá dễ sử dụng". Ông mô tả âm nhạc của trò chơi giống như một "bộ phim khoa học viễn tưởng thập niên 80 khủng khiếp" và nghĩ rằng nó "không truyền tải đúng loại không khí". Ông nói rằng mặc dù "có một số vấn đề với trò chơi", "nó vẫn có một chút hứng thú".
Louis Bedigian của GameZone nghĩ rằng lối chơi là "cả niềm vui và nỗi đau trịnh trọng", mô tả điều khiển camera không bị thay đổi là "cả tính năng tốt nhất (và tồi tệ nhất) trong trò chơi". Mặc dù anh ta rất thích "ảo giác rằng bạn hoàn toàn kiểm soát môi trường xung quanh", anh ta nói, "Cái chết chưa bao giờ là một phần thú vị của trò chơi, và chết vì hệ thống camera kém và không thiếu kỹ năng thậm chí còn tệ hơn." Anh nghĩ rằng các bảng điều khiển trên màn hình là "rất ấn tượng" nhưng lại chỉ trích tốc độ chậm chạp của trò chơi và cảm thấy các nhà phát triển đã "chọn chủ nghĩa hiện thực hơn là vui vẻ".

### So sánh vớiHomeworld
Là một trong những game chiến thuật thời gian thực full 3D đầu tiên, Far Gate thường được so sánh với tựa game đương thời Homeworld.  Trong quá trình phát triển, có một số suy đoán rằng Far Gate (sau là The Rift) sẽ đánh bại Homeworld trong mảng bán lẻ và do đó là trò chơi đầu tiên thuộc loại này. Tuy nhiên, Homeworld cuối cùng đã được phát hành đầy đủ hai năm trước Far Gate, vào ngày 28 tháng 9 năm 1999. Cuối cùng, nhiều nhà phê bình cảm thấy rằng Far Gate khá tệ hại khi đem ra so sánh với Homeworld và không tuân theo tiêu chuẩn mà Homeworld đã thiết lập cho tiểu thể loại mới của chiến lược thời gian thực dựa trên không gian 3D. Trang web tin tức chơi game IGN đã mô tả Far Gate' là "một loại muốn trở thành Homeworld" và "Homeworld Light".